# مانش (زابلی)
مانش روستایی در دهستان زابلی بخش مرکزی شهرستان مهرستان استان سیستان و بلوچستان ایران است.

## جمعیت
بر پایه سرشماری عمومی نفوس و مسکن در سال ۱۳۹۵ جمعیت این روستا ۳۱۴ نفر (۷۷خانوار) بوده‌است.
الگو:جمعیت تاریخ
جمیت سال۱۴۰۳.
۱۳۰خانوار
۴۵۰نفر